# Carl Peter Isacsson
Carl Peter Isacsson, född 1 september 1776 i Bankekinds församling, Östergötlands län, död 10 november 1831 i Gårdeby församling, Östergötlands län, var en svensk präst.

## Biografi
Isacsson föddes 1776 i Bankekinds församling. Han var son till musikanten Isac Isacsson och Maria Pehrsdotter. Isacsson blev vårterminen 1800 student vid Uppsala universitet och prästvigdes 17 december 1802. Han blev 9 mars 1809 komminister i Skönberga församling, tillträde 1811 och 13 januari 1819 komminister i Västra Husby församling, tillträde samma år. Isacsson avlade pastoralexamen 29 september 1824 och blev 27 april 1825 kyrkoherde i Gårdeby församling, tillträde samma år. Han avled 1831 i Gårdeby församling.

### Familj
Isacsson gifte sig 1 september 1806 med Anna Hallberg (född 1770). Hon var dotter till bonden Jon Jonsson och Sara Månsdotter i Kättilstads församling. De fick tillsammans barnen författaren Wilhelmina Gravallius (1807–1884) som var gift med prosten Lars Christian Gravallius i Toresunds församling, snickargesällen Carl Anton Isacsson (född 1809), Anna Dorothea Isacsson (född 1811) och handlanden Philip Wilhelm Isacsson (född 1813) i Norrköping.